# Margarita Lozanová
Margarita Lozanová, nepřechýlená forma příjmení Lozano (14. února 1931 Tetuán, Španělský protektorát v Maroku, dnes Maroko – 7. února 2022 Lorca, Španělsko) byla španělská herečka, kterou nejvíce proslavily italské filmy.
S Luisem Buñuelem spolupracovala na Viridianě, se Sergiem Leonem na snímku Pro hrst dolarů, s Pierem Paolem Pasolinim na Vepřinci a diptych Jean od Floretty a Manon od pramene natočila s režisérem Claudem Berrym.

## Výběr herecké filmografie
- 1953: Hermano menor, režie Domingo Viladomat
- 1954: Alta costura, režie Luis Marquina
- 1957: Rapsodia de sangre, režie Antonio Isasi-Isasmendi
- 1959: Diego Corrientes, režie Antonio Isasi-Isasmendi
- 1961: Viridiana, režie Luis Buñuel
- 1962: Noche de verano, režie Jorge Grau
- 1963: El sol en el espejo, režie Antonio Román
- 1964: Pro hrst dolarů, režie Sergio Leone
- 1967: Desqués del gran robo, režie Miguel Iglesias
- 1968: Quindici forche per un assassino, režie Nunzio Malasomma
- 1968: Diario di una schizofrenica, režie Nelo Risi
- 1968: Bez slitování, režie Gianfranco Mingozzi
- 1969: Vepřinec (Porcile), režie Pier Paolo Pasolini
- 1969: Ce merveilleux automne, režie Mauro Bolognini
- 1971: La vacanza, režie Tinto Brass
- 1973: Un día en la vida, režie Raul Lopez Herrera
- 1982: Noc svatého Vavřince (La notte di San Lorenzo), režie Paolo a Vittorio Tavianiovi
- 1984: Kaos, režie Paolo a Vittorio Tavianiovi
- 1985: Mše skončila (La messa è finita), režie Nanni Moretti
- 1986: Jean od Floretty, režie Claude Berri
- 1986: Manon od pramene, režie Claude Berri
- 1986: La mitad del cielo, režie Manuel Gutiérrez Aragón
- 1987: Dobrý den, Babylónie, režie Paolo a Vittorio Tavianiovi
- 1990: Slunce i v noci (Il sole anche di notte), režie Paolo a Vittorio Tavianiovi
- 1992: El infierno prometido, režie Juan Manuel Chumilla
- 1994: Con gli occhi chiusi, režie Francesca Archibugi
- 2002: Octavia, režie Basilio Martín Patino
- 2006: Napoleon a já, režie Paolo Virzì